# Jacquou, người nông dân nổi dậy (phim)
Jacquou Người nông dân nổi dậy (tiếng Pháp: Jacquou le Croquant) là bộ phim sử thi của điện ảnh Pháp sản xuất từ năm 2005, công chiếu năm 2007 (từ tháng Giêng), dài 150 phút, được đề cử hai Giải César. Bộ phim dựa theo tiểu thuyết cùng tên của Eugène Le Roy. Phim do Laurent Boutonnat đạo diễn, nói về lịch sử Pháp từ 1815. Ca khúc chính trong phim là bài hát Devant Soi do ca sĩ Mylène Farmer trình bày. Phim được quay chủ yếu tại vùng Perigord/Dordogne (Périgueux- nhà thờ Saint Front, Saint Géniès, Terrasson, Sarlat, Monpazier, Beynac..., phần lớn không trùng với địa danh nêu trong truyện), nơi mà hình ảnh người hùng Jacquou là niềm tự hào của địa phương, và vùng núi Carpates (România) (nơi có phong cảnh hoang sơ hơn ở Pháp- theo lời đạo diễn).
Do được bảo quản tốt hơn, lâu đài Biron ở Monpazier, thuộc vùng Dordogne được lựa chọn quay phim, thay vì lâu đài Herm như phiên bản cũ. Nội dung của bộ phim đã được cắt bớt so với kịch bản dự kiến ban đầu. Để tìm người đóng Jacquou còn nhỏ đạo diễn phải lựa từ 300-400 trẻ em, và chọn Léo Legrand. Các nhân vật quan trọng khác sớm xác định diễn viên, riêng người đóng Galiote đạo diễn chọn cô người mẫu người Serbia và buộc cô phải học tiếng Pháp...Bộ phim được quay bởi 6 quay phim, bao gồm cả Laurent Boutonnat. Trang phục giới quý tộc và giai cấp tư sản dựa theo cuốn sách của Le Roy, cảm hứng từ tranh Jean Auguste Dominique Ingres. Trang phục nông dân, lấy cảm hứng từ các bức tranh của họa sĩ Nga Ilya Repin - họa sĩ của nông thôn và nông dân khốn khổ (đạo diễn có ấn tượng với tranh, văn học và phim Nga), hay Jean-François Millet, một họa sĩ của nông dân, tranh của Rembrandt,Théodore Géricault, Ingres, Gericault và Goya...; và trang phục bạn bè của Jacquou hồi nhỏ, cảm hứng từ các bức ảnh của Sébastien Salgado (nhiếp ảnh gia Tây Ban Nha), người đã thực hiện những bức chân dung trẻ em đường phố trên toàn thế giới.
Ban đầu, bộ phim đã được hình thành như hai phần riêng biệt. Bộ phim đầu tiên được dựa trên thời thơ ấu và thứ hai Jacquou tuổi trưởng thành. Boutonnat muốn hai bộ phim độc lập nhưng nhà tài trợ không muốn chấp nhận rủi ro để phát hành bộ phim trong hai phần, do đó đã áp đặt Boutonnat để làm một bộ phim duy nhất tối đa là 2 giờ 30 phút. Tuy nhiên, Boutonnat quay lại một phiên bản của bộ phim trong ý định đầu tiên của mình, nhưng phiên bản này, với kịch bản mà hiện chỉ thể hiện trong một số trailer.
Phim từng chiếu trên sóng HTVC.

## Tựa đề
Jacquou le Croquant trong tiếng Pháp có nghĩa là Jacquou người nông dân nổi dậy (Giắc-cu, người nông dân nổi dậy). Chữ Croquan vừa có nghĩa là nông dân, vừa có nghĩa chỉ nông dân nổi dậy dưới triều Henri IV và Lui XIII, và cả thời gian sau đó. Tại Nga, tên phim được dịch là Người nghèo trả thù hay Jacquou báo thù (Месть бедняка), hay Jacquou nghèo khổ (Жак - бедняк) trong khi đó tại Trung Quốc phim được dịch ra các tên khác nhau: 乡巴佬雅克 hoặc 乡下人雅克 hoặc 乡巴佬雅古. Cái tên 乡巴佬雅克 có nghĩa Jacquou quê mùa, 乡下人雅克 có nghĩa là Người nông dân Jacquou. 
Trên thực tế từ Croquant được sử dụng từ các cuộc nổi dậy của nông dân dưới triều Henri IV, và là cảm hứng để tác giả truyện đưa vào tiểu thuyết nhưng bối cảnh của các cuộc nổi dậy đầu thế kỷ XIX. Cụ thể từ "Croquants" lấy từ các cuộc nổi dậy của nông dân năm 1594-1595, từ ngôi làng Crocq, vùng Creuse, Nouvelle-Aquitaine; sau này là cuộc nổi dậy năm 1637 tại Angoumois và Perigord (liên quan đến các địa danh Bergerac, Sauvetat d'Eymet, Monpazier, Abzac, Saint-Mayme de Pereyrols,...), chống thuế. Cái tên "Jacquou" đã xuất hiện từ các cuộc nổi dậy của nông dân năm 1358, trong cuộc Chiến tranh 100 năm, để chỉ khởi nghĩa nông dân khi đó, cảm hứng từ một thủ lĩnh của một cuộc nổi dậy lúc đó tên Jacques Bonhomme ở Beauvaisis. Sau đó jacques để chỉ nông dân, và bất kỳ cuộc nổi dậy của nông dân đều có tên là jacquerie. Một số tượng Jacquou được tạc và đặt ở Domme, St Martial de Nabirat....
Vì thế tên phim còn có thể được dịch là Người nông dân nổi dậy.
Tuy nhiên ở Mỹ từ Croquant lại hay được hiểu là trả thù, vì thế phim được hiểu là Jacquou trả thù. Cũng có người dịch tên phim là Jacquou khổ sở. Ở Ba Lan nó còn có tên là Tôn vinh lòng dũng cảm.

## Nội dung
Dựa theo tiểu thuyết cùng tên Jacquou le Croquant của Eugene Le Roy, xuất bản năm 1899 và lấy cảm hứng từ các sự kiện thực sự diễn ra trong các cuộc nổi dậy ở phía tây nam nước Pháp vào đầu thế kỷ XIX, câu chuyện diễn ra vào sau năm 1815 trong vùng Perigord ở các công xã Fanlac và Rouffignac Cernin St. Phim phản ánh một giai đoạn quanh co trong lịch sử nước Pháp, sau khi triều đại Louis hồi phục năm 1815.
Jacquou là một cậu bé 9 tuổi (năm 1819), cha của Jacquou - một tá điền ở Chateau de l'Herm thuộc lãnh địa của bá tước Nansac - bị kết tội giết người. Ông đã vô tình giết một quản gia của bá tước Nansac khi viên quản gia này định hại gia đình ông. Là người từng đi lính cho Napoleón, nên ông không tránh khỏi sự trả thù của thế lực phong kiến đại diện cho triều đại Louis XVIII mà Nansac là đại diện. Ông bỏ trốn nhưng bị phát hiện. Sau đó cha của Jacquou bị cầm tù, và ông bị giết do lý do "vượt ngục". Jacquou và mẹ phải dời bỏ căn nhà đang sống, và buộc phải làm thuê cho gia đình Nansac. Tại đây, cậu quen biết Lina, và định ám hại La Galiote, là con gái út của Nansac. Sau khi nghe tin cha Jacquou chết, mẹ của Jacquou chết vì bệnh và vết thương do quản gia của Nansac bắn vào vai tái phát ngay sau đó. Và Jacquou trở thành trẻ mồ côi từ đó, phải đi ăn xin cùng với những người bạn cùng khổ của mình. Cậu định tự vẫn khi nằm trên mồ cha mình trong một đêm đông lạnh lẽo. Jacquou được linh mục Bonal và vị hiệp sĩ cứu. Từ đó cậu được linh mục trong ngôi làng nhỏ Fanlac chăm sóc giáo dục và nuôi dưỡng, núp dưới danh nghĩa cậu bé giúp việc trong nhà thờ. Ở tuổi trưởng thành, Jacquou quyết tâm hành động và đấu tranh để trả thù cho cha mình, quyết chiến đấu chống lại sự bất công mà gia đình anh đã phải chịu và trả thù cho cha. Anh trở thành thủ lĩnh của nhóm nông dân nổi dậy. Linh mục Bonal khuyên Jacquou khoan dung với kẻ thù của mình, nhưng sau chấp thuận cho giải pháp khởi nghĩa vì đó là sự lựa chọn duy nhất. Bản thân chính linh mục cũng bị Chavue, một tu sĩ dòng Tên thân bá tước theo dõi, là người hô hào đốt các cuốn sách của Voltaire và Rousseau... ở đầu phim.
Jacquou và Lina yêu nhau. Trong lễ hội của làng, tình cờ anh gặp lại Galiote, cô nhắc lại hành động cứu mạng cô của anh khi cô còn nhỏ. Bị Mario là người có cảm tình với Lina hãm hại, Jacquou bị Nansac nhốt trong giếng trong lâu đài của ông ta nhưng anh đã trốn thoát. Galiote trong một buổi đi săn trong rừng đến trú mưa nhà của Jacquou, sau cô bị dân làng (đến nhà Jacquou chuẩn bị nổi dậy) phát hiện và phải bỏ chạy. Jacquou cầm đầu cuộc nổi dậy (vô tình) gắn với Cách mạng Tháng Bảy tại Pháp, chống lại Nansac. Cuộc khởi nghĩa có tính đơn độc. Nhóm nông dân nổi dậy theo đường hầm Jacquou trốn thoát trước đây lọt được vào trong lâu đài (Château de l'Herm), ngày 14.6.1830. Tòa lâu đài bốc cháy, Jacquou cứu Galiote trong đống lửa trong khi cô định hại anh. Tại phiên tòa sau đó, Galiote đã làm lành với Jacquou khi khai ra sự thật giúp anh thắng kiện (trắng án). Jacquou chia tay Galiote, tiễn cô đến Luân Đôn xin việc. Đó là lần gặp mặt cuối của hai người.
Trong đoạn hội thoại cuối cùng giữa Jacquou và Galiote, Jacquou đã hỏi Galiote: "Em có nhớ cánh rừng không ?", Galiote trả lời "Khu rừng, không! Trên thế giới này có rất nhiều cánh rừng".

## Diễn viên
| Diễn viên                         | Đóng vai           |
| --------------------------------- | ------------------ |
| Gaspard Ulliel                    | Jacquou (lớn)      |
| Léo Legrand                       | Jacquou (trẻ)      |
| Marie-Josée Croze                 | mẹ Jacquou         |
| Albert Dupontel                   | cha Jacquou        |
| Tchéky Karyo                      | Hiệp sĩ            |
| Olivier Gourmet                   | Linh mục Bonal     |
| Jocelyn Quivrin                   | Bá tước Nansac     |
| Malik Zidi                        | Touffu             |
| Vincent Valladon                  | Touffu (trẻ)       |
| Gérald Thomassin                  | Le Bigleux         |
| Elliott Valence                   | Le Bigleux (trẻ)   |
| Judith Davis                      | Lina               |
| Clémence Gautier                  | Lina (trẻ)         |
| Bojana Panić                      | La Galiote         |
| Raisa Mihailescu                  | La Galiote (trẻ)   |
| Dora Doll                         | Fantille           |
| Jérôme Kircher                    | Luật sư            |
| Renan Carteaux                    | The Baron Vallière |
| Jeff Esperansa                    | Mario              |
| Renan Carteaux                    | Nam tước Vallière  |
| Didier Becchetti                  | Quản gia thứ hai   |
| Pierre Aussedat                   | Kiểm sát trưởng    |
| Sissi Duparc (as Sylviane Duparc) | La Bertille        |
| Théodore Isorni                   | thầy tu chavue     |
| Philippe Nevo                     | nhà quý tộc cheval |
| Mihai Verbintschi                 | Le forgeron        |
| Virginie Bordes                   | La timide          |
| Anca-Ioana Androne                | cô hầu gái Ainée   |
| Marius Chivu                      | Les gros garde     |
| Viorel Manole                     | Garde Noire        |

## Nhạc phim
1. Ouverture
2. Nansac
3. Le Loup
4. La Forge
5. Le Tribunal
6. Au Lavoir
7. Jure, Mon Fils
8. Lina
9. Les Trois Collines
10. Fête A Fanlac
11. La Deuxiéme Danse
12. Jacquou Et Lina
13. Adieu Curé
14. Visite Au Château
15. Le Puits
16. Au Coeur De L'orage
17. L'attaque
18. Debout, Nansac!
19. Sur L'esplanade
20. La Galiote
21. Devant Soi

## Bản phim 1969
Tiểu thuyết này từng được dựng thành phim truyền hình dàn dựng từ 1967 và công chiếu năm 1969 dài 6 tập, với độ dài 9h35 (thời lượng theo DVD phát hành năm 1999), đã gây tiếng vang lớn khi đó ở Pháp, một sự kiện quan trọng của năm. Ảnh hưởng lớn nhất của bộ phim khi công chiếu là các ngôi làng heo hút và khá nghèo nàn, ít ai biết đến hay bị quên lãng vùng Périgord thu hút rất đông du khách. Sau tập thứ hai, ngày Chủ Nhật 300 xe hội tụ về lâu đài Herm. Các ngôi nhà xây dựng từ 1680 đến 1740 (mà đoàn phim phải ngỡ ngàng) được đưa vào phim, trở thành nơi bảo tồn và được quy hoạch du lịch. Những ngôi nhà cũ kỹ rêu phong được sửa sang. Người Hội Chữ thập đỏ rồi các doanh nghiệp cũng tìm đến...Xã trưởng Fanlac phải thốt lên "Đây là mùa xuân Fanlac" và nhắc lại "đây chỉ là một khởi đầu".
Một bài báo bấy giờ (M.Jean Gavel) đã viết: "Bây giờ, Người nông dân nổi dậy không bao giờ tồn tại, ông chỉ trong trí tưởng tượng của Eugène Le Roy" nhưng "tất cả mọi người hiện nay tuyên bố là con cháu của ông" và "một nhân vật không thể chỉ là tưởng tưởng khi nó thể hiện linh hồn của cả một dân tộc".
Bộ phim do Stellio Lorenzi đạo diễn, kịch bản viết bởi Stellio Lorenzi và Michèle O'Glor với sự tham gia của các diễn viên Eric Damain: Jacquou Féral (trẻ), Daniel Le Roy: Jacquou (lớn), Claude Cerval: Bá tước de Nansac, Elisabeth Wiener: Galiote de Nansac, Paloma Matta: Lina, Isabelle Ferrand: Bertille,... và chiếu trên sóng VTV của Việt Nam vào những năm 1980. Đoàn phim có hai người gốc Việt tên Nguyễn Đại Hồng, một trong hai người phụ trách lồng tiếng và Nguyễn Thị Lan, cùng Michèle O'Glor viết kịch bản tập Sáu.
Phim này được xem là phim thành công nhất trong sự nghiệp của Stellio Lorenzi. Phim có tất cả sáu bài nhạc đệm: Jacquou le Croquant (03:45), Ballade pour flute at harpe (01:50), Adagio champetre (01:30), Sourire(01:30), Le temps qui passe (01:40), Jacquou le Croquant (03:00). Phim dựng dưới dạng nhân vật chính thuật lại cuộc đời hồi trẻ của mình, qua giọng kể của diễn viên Daniel Le Roy. Các địa điểm quay phim tại vùng Dordogne/ Périgord trong đó các địa điểm chính thuộc các công xã (xã) được mô tả trong nguyên tác văn học: Rouffignac-Saint-Cernin-de-Reilhac, Bars, Fanlac, và Périgueux là thủ phủ vùng Dordogne, một vài xã lân cận của Rouffignac Cernin St như Sarlat, Montignac.
Tên các tập phim:
1. Những người tá điền của Nanzac (Les Métayers des Nanzac) (1h20)
2. Đêm lễ rước nến (La Nuit de la Chandeleur) (1h26)
3. La Tuilière (La Tuilière) (1h45)
4. Linh mục Bonal (Le Curé Bonnal) (1h27)
5. Cuộc nổi dậy Fanlac (La Révolte de Fanlac) (1h37)
6. 1830 (2h)

Nội dung chính các tập phim:
Tập 1: Mô tả cuộc sống của gia đình Jacquou tại trang trại Combenegre (và các tá điền nhà Nansac) và âm mưu hãm hại cha Jacquou (Martin Féral) của bá tước Nansac với lý do chính nợ tô. Nhận thấy Martin là nông dân "nguy hiểm", Laborie - quản gia của Nansac, luôn gây sức ép đối với ông, đòi hòi nộp tô một cách quá đáng... Trong đêm Noel, khi nghe Don Engelbert tuyên úy ở lâu đài giảng đạo, lần đầu Jacquou được nhìn thấy cả nhà Nansac với quần áo quý phái trong khi các nông dân đều rách rưới, và sau đó nhìn cái bếp của nhà Nansac với những món ăn phong phú của ngày Giáng sinh, khác hẳn với gia đình cậu, giáng sinh mà gần như không có gì để ăn. Martin phải săn trộm, trong khi săn bắn là đặc quyền giới quý tộc. Laborie có ý với Marie, muốn lạm dụng cô. Jeannette Mion bà hàng xóm từng bị Laborie lạm dụng, biết điều này. Khi gia đình Jacquou không nộp đủ tô, bá tước Nansac có ý đuổi họ khỏi đất của mình, gửi trát của tòa án đến nhưng bị Martin xé. Con chó săn nhà Jacquou phải đem đi gửi do Nansac muốn họ phải giết nó, nhưng quay về nhà theo bẫy của Laborie, người muốn gia đình Jacquou giết nó vì họ không cho săn bắn trộm. Laborie giết con chó và một mảnh đạn găm vào Marie - mẹ Jacquou. Martin (Martissou) bị kích động bắn chết Laborie rồi bỏ trốn.
Tập 2: Joseph, một người nông dân được Nansac trưng dụng, đã không báo cha Jacquou cho Nansac biết. Martin vào rừng. Bốn cảnh sát đến nhà acquou vây bắt Martin. Jacquou lẻn trốn nhóm cảnh sát vào rừng gặp cha, cha cậu khuyên cậu dù còn trẻ nhưng hãy dũng cảm, chăm sóc mẹ và cư xử như một người đàn ông. Cha của Jacquou dù tìm cách lẩn tránh nhưng do bị Jansou - một người hàng xóm cho con theo dõi Martin- phản bội báo cảnh sát nên vẫn bị bắt trong đêm lễ rước nến tại nhà bạn, gia đình Mion. Fontgrave, một luật sư muốn chống lại mọi sự bất công, tự nguyện bào chữa cho Martin và được ông đồng ý. Jacquou theo mẹ (Marie Féral) bị ép dời khỏi nhà, đến ở ngôi nhà hoang ở khu nhà ngói bỏ hoang ngoài đất của Nansac ở La Tuilière, sau đó đến ở và làm việc chỗ người nông dân khá giả của Geral ở gần đó (trang trại Puypautier), có mẹ con Lina ở, dù mẹ cô bé không hài lòng, không muốn tiếp nhận người nhà của người đã giết quản gia Nansac. Mẹ con Jacquou qua nhà Mion để gặp Jeannette Mion, một người bị Laborie lạm dụng làm chứng phiên tòa xử chồng mình, nhưng cô tỏ ra lo sợ bị trả thù. Trên đường đến Périgueux, mẹ con Jacquou gặp xe ngựa của bá tước trên đường đến dự tòa.
Tập 3: Jacquou và mẹ đến thành phố sau 4 ngày đi bộ. Họ cầu lạy Maria giúp đỡ tại nhà thờ Saint-Front. Cậu xem phiên xét xử cha mình. Dù cố gắng, nhưng luật sư Fontgrave không thành công bảo vệ Martin Féral (do lời khai của Jeannette Mion bị chủ tọa khước từ,...). Thẩm phán chủ tọa và chưởng lý tìm mọi cách gây sức ép vô hiệu hóa lời khai có lợi cho Martin, bao gồm sức ép đối với gia đình ông... Martin bị kết án 20 năm tù khổ sai. Ông chủ nhà trọ không lấy tiền nhà, vì luật sư đã trả và trao cho mẹ con Jacquou một số tiền luật sư giúp đỡ. Nansac muốn đẩy mẹ con Jacquou ra khỏi nhà Geral, và Mascret - gia nhân của bá tước - đến báo cho Geral là em họ mẹ Lina là Guilhem đã được bá tước nâng đỡ sớm ra khỏi quân ngũ và đến ở. Jacquou chia tay Lina khi Guilhem đến nhà Lina, trở lại ngôi nhà hoang. Jacquou đã biết sử dụng bộ đồ nghề của cha để lại để sắn trộm, và săn được hai con thỏ để biếu Fontgrave. Cậu lập bẫy giết chó săn nhà Nansac. Sau, Jacquou được biết cái chết của cha, Jacquou đốt rừng bá tước (và bị Mascret phát hiện), chứng kiến cái chết mẹ mình vì ốm do đói và lạnh tại nhà khu trang trại La Tuilière. Cha xứ Bars vốn kỳ thị gia đình đã giết quản gia bá tước, không rửa tội cho Marie do bà lâu không đến nhà thờ (do oán Maria không thương chồng bà). Jacquou mồ côi bị ném ra những con đường lầy lội của xứ Périgord.
Tập 4: Phải lang thang xin ăn, muốn có việc làm nhưng không được đón nhận vì các nông dân quá nghèo và không muốn tiếp nhận con người đã giết quản gia của Nansac, nhưng Jacquou tình cờ được linh mục Bonal cứu giúp tại công xã Fanlac gần đó. Cậu lớn lên trong sự đùm bọc của linh mục và người giúp việc Fantille, và hiệp sĩ Galibert, cùng những nông dân tốt bụng. Linh mục không thành công khi lấy lòng nhân từ của Chúa khuyên Jacquou để Jacquou quên đi thù hận. Ngoài ở và nhận sự dạy dỗ của linh mục, Jacquou còn đến làm viêc tại chỗ ở hiệp sĩ Galibert - một quý tộc cấp tiến - và người chị. Tuy là bạn bè của nhau, nhưng vị linh mục, ông hiệp sĩ, ông lão chăn cừu La Ramée (từng đi lính cho Napoleon và trung thành chế độ này), và nhà cách mạng Cassius từng tham gia cách mạng 1789, đã có chiều hướng dạy dỗ Jacquou theo lý tưởng của họ. Jacquou khi này đã trở thành cậu bé giúp việc trong nhà thờ để che mắt Nansac, nhưng một lần dạo chơi với ông lão La Ramée đã gặp lại Nansac khi đòi lại đất đã bị chính quyền mới chia lai. Khi Jacquou lớn, cha xứ Bonal nhận được thư của cấp trên muốn ông thôi chức trong khi hiệp sĩ Galibert đã bố trí cho anh gặp lại Lina. Con cái Nansac trong một buổi dạo chơi qua nhà Lina, tại đây con trai Nansac có ý hiếp bạn Lina và Jacquou ngăn cản. Khi này Jacquou đã lính hội tư tưởng cấp tiến, có ý chống lại các thế lực phong kiến bảo thủ và hủ bại. Jacquou yêu Lina, dù mẹ cô hẳn hài lòng. Tại làng Bars, giới tăng lữ bảo thủ hô hào chống các ý tưởng cách mạng, đốt các cuốn sách ủng hộ tự do của các nhà tự do chủ nghĩa Montesquieu, d'Alembert, Rousseau, lên án và vu khống những "người phản bội" (Bonal)...Quản gia Nansac xúc phạm linh mục Bonnal, gây hấn Antoine - một người hàng xóm gần gũi - và Jacquou lao vào đánh bại.
Tập 5: Phản ánh mâu thuẫn giữa tầng lớp quý tộc địa phương và nông dân, buộc các nông dân phải có hành động phản kháng. Jacquou hô hào nông dân kiến nghị phản đối tòa Giám mục loại bỏ Bonal tại Fanlac. Linh mục Bonal (được gọi là "linh mục Hiến pháp" khi ông đứng về phía những người cách mạng) bị thay thế do ông bị các tu sĩ dòng Tên quy kết tuyên thệ Hiến pháp dân sự nền đệ nhất Cộng hòa, về nông trang ở Bars gần đó sống cuộc đời nông dân. Jacquou theo linh mục về đó ở. Một linh mục mới đến Fanlac thay thế, không được nông dân ủng hộ. Mẹ Lina có tình ý với Jacquou và muốn ngăn con gái quan hê với anh. Jacquou gặp lại Jean bạn cha mình trước đây. Galiote - con gái út Nansac - trong một lần cùng gia nhân gây hấn ông La Ramée vì tranh chấp đất đai, nhận ra Jacquou là con trai của người bi cha mình hãm hai đến chết, cô thay đổi thái độ với anh. Ông nông dân La Ramée bị người của bá tước giết, sau khi Nansac muốn lấy lại đất đai đã bị thời Cách mạng tịch thu. Do giới linh mục bảo thủ ủng hộ cho Nansac, linh mục mới định "ăn tiền" nông dân, không muốn rửa tội người chết không công nên nông dân nổi dậy chiếm nhà thờ. Nansac cho người đến gây hấn và nhận ra Jacquou là con của Martin. Linh mục Bonal qua đời sau khi nghe tin bạn chết, và ông như ngầm chấp thuận nổi dậy.
Tập 6: Lina bị mẹ và Guilhem ép kết hôn (không phải Jacquou) để họ có thể thừa kế tài sản của Géral. Cassius bị bắt vì tích cực trong vụ nổi dậy chiếm nhà thờ. Galiote phát hiện âm mưu của cha hại Jacquou và báo cho anh biết, bày tỏ tình cảm với anh. Jacquou bị Nansac hãm hại (lấy cớ Jacquou săn trộm - người Nansac bắt Jacquou bất hợp pháp), và được Galiote cứu (anh không hề biết). Lina tưởng Jacquou đã chết và không chịu được những cưỡng ép của mẹ, đã tự vẫn. Jacquou nổi dậy chống lại Nansac, tấn công lâu đài nhưng không giết ông. Bạn của Lina là Bertille giúp đỡ anh và cuối phim hai người đến với nhau. Jacquou, Jean, Joseph bị bắt. Luật sư Fontgrave giúp Jacquou chiến thắng tại phiên tòa ngày 29.7.1830, mà mọi nông dân ở vùng quê Jacquou có thể tham dự, và làm chứng. Khi đó Cách mạng đang nổ ra và thành công tại Paris, sau "ba ngày Vinh quang" buộc Charles X rời bỏ ngai vàng. Trong phiên tòa, nhiều nhân chứng (Antoine, Marc, Madeleine...) tố cáo gia đình Nansac, yêu cầu giải phóng những bất công do bá tước gây ra, ông hiệp sĩ nói sự bất hạnh của Jacquou từ bé và chế giễu Nansac. Gailiote cho tòa biết cô không bị Jacquou cưỡng hiếp. Một ngày sau, khi viên chưởng lý yêu cầu án tử hình cho Jacquou vì tội nổi loạn, luật sư liên hệ cuộc nổi dậy của Jacquou với cuộc nổi dậy ở Paris, cho rằng cuộc nổi dậy nhằm đấu tranh cho sự tôn trọng các quyền của họ, và rằng quyền lợi của họ đã bị tước bỏ bởi giới quý tộc, và Nansac là một tên tội phạm nguy hiểm mà không bị xét xử. Bồi thẩm đoàn bị sức ép của dân chúng đang nổi dậy dưới đường, tuyên bố các bị cáo vô tội. Mọi người trong phiên tòa hát bài hát cách mạng ca ngợi nền cộng hòa (Cộng hòa đang vẫy gọi chúng ta -La République nous appelle) trong khi Galiote bỏ về. Jacquou đã đến với Bertille.
Các địa điểm chính mô tả trong phim: lâu đài Herm (Château de l’Herm - nơi các nhà khoa học đã phát hiện cái giếng "cất giữ" rất nhiều tội ác), nông trang Combenègre nơi cư ngụ gia đình Jacquou, Les Maurézies - nơi cha Jacquou ngầm rèn vũ khí chống Nansac và ẩn trốn, và nhà Jacquou khi trưởng thành (thuộc địa phận xã Rouffignac Saint Cernin de Reilhac), nông trang Puypautier nơi ngụ của gia đình Lina, nông trang La Granval của Bonnal, La Tuilière - nông trang mẹ Jacquou mất, làng Bars - nơi chôn cất mẹ Jacquou, Le Gour- nơi Lina tự vẫn (thuộc địa phận Bars), làng Fanlac (thuộc địa phận Fanlac), nhà thờ Saint-Front thuộc Périgueux,...
Khác với bộ phim mới, cảnh cây cầu dẫn đến nhà thờ Saint-Font và hình ảnh nhà thờ đã phải nhờ đến hiệu ứng kỹ thuật số đặc biệt để tạo hình ảnh thật của nó vào thời Jacquou sống, do nhà thờ có mái vòm và mái đã làm mới, hình ảnh nhà thờ phim cũ, và cảnh hai mẹ con đến ven bờ sông dẫn đến nhà thờ được quay hoàn toàn chân thực.
Các tuyến nhân vật chính trong phim:
- Jacquou và người thân trong gia đình, bạn bè, hàng xóm của gia đình ở Herm và Bars: cha, mẹ Jacquou, gia đình Mion (bà La Mion, hai vợ chồng Pierre Mion và Jeannette Mion, người thân của gia đình Jacquou), Jean (bạn thân của cha Jacquou, sau là một trong những người lãnh đạo của cuộc nổi dậy), Antoine (hàng xóm tốt, người tham gia chôn cất mẹ Jacquou, tham gia cuộc nổi dậy), Joseph (hàng xóm, làm việc cho Nansac ban đầu - không thân quen gia đình Jacquou, người phát hiện cha Jacquou bỏ trốn nhưng không báo, tham gia phiên xử cha Jacquou, sau tham gia cuộc nổi dậy), Marc (hàng xóm tốt, sau tham gia cuộc nổi dậy, làm chứng phiên tòa xử Jacquou), Jansou (hàng xóm, cho con theo dõi cha Jacquou khi lẩn trốn, sau báo cho lính đến bắt cha Jacquou tại nhà Mion),...
- Lina và những người thân: La Mathive (mẹ Lina), Geral (cha dượng Lina), La Bertille (bạn tốt Lina), Guilhem (gã ở nhờ, em họ La Mathive, người thân gia đình Lina trở về từ quân đội sau khi Nansac giải thoát cho anh ta khỏi quân ngũ)
- Cha xứ Bonnal và những người thân đã lập hội từ thiện: hiệp sĩ Galibert (quý tộc không có đất), La Fantille (bà giúp việc linh mục Bonnal), cụ bà Hermine (chị Galibert), ông lão La Ramée (người chăn cừu cựu Bonapartiste, bị người của Nansac giết), Cassius (một người cách mạng, một trong những người tích cực tham gia cuộc nổi dậy chiếm nhà thờ ở Fanlac, sau đó bị bắt, bị xét xử cùng Jacquou, Jean, Joseph)
- Bá tước Nansac và những người thân: La Galiote (con gái út Nansac), Don Engelbert (viên cha xứ (tuyên úy) phụ trách vùng ở tại lâu đài của bá tước), Laborie (viên quản gia của Nansac, bị cha Jacquou bắn chết), Mascret (gia nhân của Nansac), Le Garde (gia nhân của Nansac, bị Jacquou đánh thương và ngất ở tập 4, tham gia bắt và nhốt Jacquou dưới giếng),...
- Các nhân vật quan trọng khác: luật sư Fontgrave, chưởng lý (Kiểm sát viên của nhà vua - giữ quyền công tố), thẩm phán chủ toạ phiên tòa và hai thẩm phán, lục sự (thư ký tòa án), đoàn bồi thẩm, các sen đầm (cảnh sát), viên nhân viên tòa án đưa trát (xuất hiện tập một), tu sĩ dòng Tên (xuất hiện tập 4, hô hào đốt các sách ủng hộ tự do), cha xứ công xã Bars (người không chịu rửa tội cho mẹ Jacquou khi chết với lý do "cô đã không còn đến nhà thờ"), cha xứ Villar (được cử thay thế cha Bonnal chủ trì nhà thờ ở Fanlac, ủng hộ Nansac, chỉ chịu rửa tội cho người quá cố khi có tiền), viên thẩm phán (Le juge d’instruction - quan chức được hiệp sĩ Galibert thuyết phục đến khám nhà bá tước sau khi Jacquou mất tích), Madeleine (người cho Jacquou mẩu bánh mỳ khi cậu lang thang, sau tham gia cuộc nổi dậy),...

- Eric Damain: Jacquou Féral còn trẻ (tập 1 đến 4)
- Daniel Le Roy: Jacquou trưởng thành (tập 4 đến 6), lồng tiếng 3 tập đầu
- Claude Cerval: Bá tước de Nansac (tập 1 đến 6)
- Simone Rieutor: Marie Féral (tập 1 đến 3)
- Fred Ulysse: Martin Féral (tập 1 đến 3)
- Elisabeth Wiener: Galiote de Nansac (tập 4 đến 6)
- Paloma Matta: Lina (tập 4 đến 6)
- Isabelle Ferrand: Bertille (tập 4 đến 6)
- Francis Claude: Hiệp sĩ Galibert (tập 4 đến 6)
- Henri Nassiet: Linh mục Bonal (tập 4,5)
- Noël Roquevert: La Ramée (tập 4,5)
- François Vibert: Cassius (tập 4 đến 6)
- Héléna Bossis: La Mathive (tập 2 đến 6)
- Robert Bazil: Jean (tập 1,2,5,6)
- Lucien Barjon: Geral (tập 2 đến 6)
- Luce Fabiole: Fantille (tập 4 đến 6)
- Denis Manuel: Trạng sư Fontgrave (tập 2, 3, 6)
- Yvon Sarray: Don Engelbert (tập 1, 4, 5, 6)
- Fred Personne: Linh mục Villar (tập 5,6)
- Étienne Several: Guilhem (tập 3,4,5,6)
- Charles Moulin: Laborie (tập 1)
- Jacques Danoville: Mascret (tập 1 đến 6)
- Edmond Ardisson: Antoine (tập 1 đến 6)
- Lucien Hubert: chánh án (tập 3, 6)
- Charles Blavette: Jansou (tập 1, 2)
- Douchka: Jeannette Mion (tập 1 đến 3)
- Maurice Bourbon: Pierre Mion (tập 1,2)
- Jeanne Hardeyn: La Mion (tập 1,2)
- Roger Desmares: Marc (tập 1, 5,6)
- Gilles Léger: Joseph (tập 1,2,3,6)
- Maria Verdi: Madeleine (tập 4,6)
- Pascal Tersou: Le Garde (tập 1,3,4,6)
- Séverine: Hermine (tập 4,5,6)
- Pierre Nunzi: con trai Nansac (tập 4,5,6)
- Vanina Wanitzki: Lina còn trẻ (tập 2,3)
- Hervé Sand: cảnh sát trưởng (tập 1,2,3,6)
- Raymond Pélissier: chưởng lý (tập 2,3,6)
- Léonce Corne: linh mục xứ Bars (tập 3)
- Marcel Dedieu: cảnh sát (tập 1,2,6)
- Martin Trévières: thư ký (tập 1)
- Gérard Dournel: quản ngục (tập 2,3,6)
- Jacques Robiolles: tu sĩ dòng Tên (tập 4)
- A.M. Julien: thẩm phán điều tra (tập 6)
- Gilbert Beugniot: thư ký toà án (tập 6)
- Pierre Duncan: đao phủ (tập 3)
- Paul Leroyer: thừa phát lại (tập 1)
- Guy Vassal: người đàn ông trẻ (tập 6)

## Một số những hình ảnh ẩn dụ trong hai bản phim
- Hình ảnh con chó chạy tung tăng trên đồng cỏ biểu tượng tự do, nhưng bị kẻ xấu bắn chết. Hình ảnh này xuất hiện trở lại khi Jacquou hồi tưởng trước khi mình được tự do tại phiên tòa (phiên bản mới) - thể hiện mục đích chính của các nhà làm phim. Cái chết con chó vô tội.
- Galiote bị nạn ở chuồng lợn, nhưng sau lại xuất hiện hình ảnh cô bé ôm con lợn tại lễ hội, báo trước Jacquou sẽ gặp lại Galiote. Cô bé Galiote bỏ lại đôi giày và một vài vật dụng của mình ở chuồng lợn, báo trước cảnh Jacquou sẽ cứu Galiote lần nữa lại lâu đài.
- Hai con chuồn chuồn bên nhau khi Jacquou cứu Galiote báo trước tình yêu sẽ nảy sinh với Galiote và Jacquou (như là định mệnh với cô bé). Đây là chi tiết khác với bản cũ.
- Con nai nằm trên bãi cỏ khi mẹ Jacquou mất, sau đó là hình ảnh con đại bàng, để chỉ thân phận Jacquou từ con nai ngơ ngác sẽ cất cánh thành con đại bàng trong tương lai.
- Ở bản mới, con cú báo cho linh mục biết Jacquou sắp chết, có người không tán thành hình ảnh này, nhưng đạo diễn cho biết con cú đã cứu Jacquou là có ý nghĩa của nó. Ở bản cũ, rõ ràng hơn, khi mẹ Jacquou được chôn cất, con cú cất tiếng, chi tiết này được xem là thành công.
- Máu nhỏ trên bức tường xám khi mẹ Jacquou mất, đối lập mưa xám xịt đổ lên tường đỏ rực nhà Nansac (bản mới).
- Ở bản cũ, thành công trong sử dụng hình ảnh con chó rừng đeo đuổi mẹ con Jacquou khi ở nhà thờ tại nhà Nansac trở về, và khi đó mẹ Jacquou đập đôi giày vào nhau để đuổi. Con chó rừng báo trước tình cảnh gia đình Jacquou tương lại, khi bị kẻ xấu hãm hại.
- Nhạc cuối các tập phim ở bản cũ ở các tập (trừ tập cuối) giai điệu giống nhau (tập 4 hơi khác chút xíu) nhưng âm lượng khác nhau, đều buồn; nhưng ở tập cuối rộn ràng hơn, song khá da diết và vẫn buồn, trước hết dành cho những người có số phận không may mắn xuất hiện trong phim, nhưng báo trước một tương lai không quá sáng sủa nước Pháp trong tương lai (dù cuối phim Jacquou đã chiến thắng, được tự do và nhạc rộn ràng có lý của nó)... Trong phiên tòa mọi người hát bài hát ca ngợi cộng hòa nhưng cách mạng 1830 chỉ dẫn đến một chế độ thỏa hiệp ôn hòa (quân chủ lập hiến)... Những người tự do và bảo thủ ôn hòa đã thỏa hiệp với nhau, nhưng sau chính quyền đó không đáp ứng yêu cầu dân chúng dẫn đến một cuộc cách mạng khác năm 1848.
- Hình ảnh cuối tập hai khi Jacquou và mẹ lên thành phố Périgueux thì gặp xe ngựa bá tước đi qua, hình ảnh cuối tập khá mù mịt trên nền nhạc buồn, được cố tình làm mờ đi, nhưng sau đó lại hiện ra hình ảnh đối lập, vẫn con đường đó nhưng màu sắc rõ hơn và ở chiều ngược lại. Chi tiết này (như là công lý mờ mịt) báo trước phiên tòa xử cha Jacquou cho kết quả xấu,... nhưng hình ảnh con đường ở chiều ngược lại báo trước hình ảnh ở cuối tập 6 khi Jacquou chiến thắng trở về. Hình ảnh cuối tập 2 và tập 6 có sự liên kết với nhau. Hình ảnh cuối tập 5 cũng tương tự, khi Jacquou lựa chọn con đường khác Fantille hình ảnh hơi mờ đi, nhưng sau đó là hình ảnh tươi sáng hơn, báo trước nội dung tập 6.
- Hình ảnh Jacquou khi rời nhà đi tìm việc, đầu tập 4 trong tâm trạng buồn chán, người lớn hỏi cũng không buồn trả lời, nhưng ở đầu tập 5 khi giới thiệu lại nội dung các tập trước vẫn hình ảnh cậu bé đó, trên con đường đó, nhưng nở nụ cười vui - con đường đi đúng.
- Cái cây gục đổ trước nhà hoang ở La Tuilière, trước khi hai mẹ con đến đó ở.
- Đôi thỏ trong lồng ở nhà Lina làm cậu bé Jacquou liên tưởng cha mình đang trong tù, nhưng cũng là báo trước hình ảnh Jacquou và Lina tương lai.
- Nước phim cũ nền màu xám trong khi bản mới màu vàng óng. Trong bản cũ các đoạn hội thoại theo hướng đối thoại phản ứng tức thì, thể hiện một sự dứt khoát. Bước chân dẫm lên bùn của Jacquou có tính thường xuyên.
- Đàn chó săn nhà Nansac cũng là hình ảnh của các ông chủ của nó (mà sau Jacquou lập bẫy giết một con). Hình ảnh các con cừu bay lên trước vó ngựa phi và họng súng của người nhà Nansac biểu hiện tự do vươn lên trước họng súng và sự chà đạp của những kẻ ác độc (đoạn La Ramée bị giết ở tập 5).
- Hình ảnh cậu bé Jacquou đi sau cáng chở xác mẹ mình (ở tập 4 hình ảnh khác với đoạn giới thiệu tập cũ ở đầu tập phim ở tập 6).
- Hình ảnh bà Fantille và Jacquou chia tay mà ý ẩn dụ là lựa chọn hai con đường, lối rẽ khác nhau ở cuối tập 5 (thể hiện rõ quan điểm của hai người, Fantille đến chỗ ông hiệp sĩ và Jacquou quyết tâm theo con đường của mình, trở lại chỗ Jean), liên hệ với sự kiện đầu tập 6.
- Hồ nước ở Le Gour nơi Lina tự vẫn xuất hiện 4 lần trong phim cũ, nhưng chỉ lần thứ ba khi Jacquou và Lina tâm sự ở đó là trong cảnh mùa mưa, cây lá xanh tươi, còn 3 lần khác cây cối trơ trụi, khung cảnh ảm đạm mùa cây lá rụng (mùa khô).
- Bản cũ, hình ảnh mẹ Jacquou chạy ra chèn cửa ngôi nhà hoang khi nó bị bật tung trong đêm mưa gió, và sau này bà hấp hối tưởng tượng cánh cửa đang mở dù thực ra nó đang đóng.
- Galiote nhìn thấy lò sưởi rực lửa trong nhà Jacquou, cô biết mình không thể làm Jacquou nguôi hận thù anh dành cho gia đình cô (bản cũ)
- Cánh rừng có lò than cha Jacquou rèn vũ khí chống Nansac và lẩn trốn cũng là nơi Jacquou phát động nông dân chống Nansac sau này- khi đó anh đã biết có các cuộc nổi dậy tương tự, kể cả ở Paris (bản cũ). Cửa hậu lâu đài Nansac, nơi lần đầu cậu đến trong dịp Giáng sinh cũng là nơi nông dân mở toang nó để lọt trong lâu đài.
- Hình ảnh con sóc chạy vào cái đĩa của Jacquou và sau đó Lina đến để bón thức ăn cho Jacquou (bản mới).
- Ở phim mới, Đức Giám mục Leveque gửi thư cho Bonnal muốn ông thôi chức, có một con ruồi trên lá thư báo tin xấu. Nhưng sau là hình ảnh con nhện ăn con ruồi.
- Jacquou khi bé bản cũ và Jacquou khi lớn bản mới đều ôm một con cừu trắng tinh khôi, biểu hiện hình ảnh đẹp trong sáng của nhân vật. Ở bản mới là hình ảnh Jacquou suy tư nhìn bên ngoài cửa sổ.
- Hình ảnh con chim ưng đen khi viên tu sĩ dòng Tên vào nhà Nansac (khi đó Jacquou bị Nansac bắt) cho biết viên tu sĩ tin vào sự phục hồi uy quyền của Nansac.
- Đàn ngựa tự do chạy thoát khỏi nhà Nansac khi lâu đài cháy.
- Galiote đứng lên "bục" nhỏ để ôm Jacquou, ý muốn anh nhớ tới một Galiote tuổi thơ mà anh đã cứu ngày nào.
- Con chim dang rộng cánh trên trời khi Jacquou ôm Galiote nhìn thấy, báo trước anh không thể níu kéo được cô khi Galiote quyết tâm đi tìm tự do hạnh phúc riêng mình. Câu nói cuối phim cũng ẩn dụ, có 2 nghĩa bóng vừa là thể hiện tình cảm của cô với Jacquou, vừa mang ý nghĩa chính trị - mà như trái chiều nhau.
- Lina nhẹ tay vuốt lên tảng đá ở cuối phim, biểu lộ cảm xúc hạnh phúc và tình cảm gắn bó với quê hương mình, nơi cô sinh ra. Trong khi con thuyền hiện ra ở cuối phim - trong sương mù - biểu hiện cho Galiote lựa chọn con đường riêng, quyết (và cũng là buộc phải) rời quê hương đi tìm tự do hạnh phúc riêng mình (khi chia tay Jacquou thì mũi thuyền hướng sau, nhưng hình ảnh cuối phim mũi thuyền hướng ra trước), và đó là...London. Nhạc phim bản mới ở cuối được xem là dành cho cô, trước khi bài hát chủ đề vang lên.
- Các chú bé bên cánh cửa sổ phòng xét xử với hai tâm trạng khác nhau ở hai phiên tòa (bản mới), chi tiết này ẩn ý sâu, biểu thị mục đích chính của nhà làm phim này, và cho thấy khác đôi chút với mục đích của người làm bản phim cũ...
- Vết sẹo mờ trên mặt Jacquou khi lớn ở bản mới có nhà bình luận liên quan chi tiết Jacquou đốt rừng nhưng đã không đưa vào phim, chỉ để trong một trailer, nhưng đạo diễn cho biết là do Jacquou hồi 6 tuổi bị con chó nhà mình cắn.
- Ngọn đuốc trong tay Jacquou (hai bản)

(...)

## Một số sự khác nhau giữa hai bản phim
- Trong bản phim 1969, phim dựng dưới dạng thuật lại của nhân vật chính theo mô tả trong nguyên tác (trên nền nhạc, và đôi khi đan xen các hình ảnh vùng quê có tính ẩn dụ). Ở phần đầu của phim, Galiote chỉ xuất hiện lướt qua khi Jacquou cùng mẹ đến nhà thờ trong khuôn viên lâu đài của Nansac dịp Giáng sinh, không có chi tiết Lina làm bảo mẫu cho Galiote và Jacquou định ám hại và cứu La Galiote như bản 2007. Bản 1969 có chi tiết Jacquou dự phiên tòa xét xử cha mình, và đốt cánh rừng của Nansac, còn bản mới Jacquou không được dự phiên tòa, và cùng mẹ phải làm thuê cho nhà Nansac và nghe tin cha chết trong tù, còn chi tiết cậu đốt cánh rừng của Nansac ở Herm chỉ được miêu tả qua lời thuật của Jacquou với linh mục Bonal, và trong trailer (đã dựng, vào phim bỏ) hay đoạn Jacquou giết các con chó của Nansac (được đưa vào một trailer của phim).
- Phim bản cũ, Jacquou không có hành động định tự vẫn, và cứu cuộc đời của Jacquou chỉ có ông linh mục, không có ông hiệp sĩ như bản mới dựng. Bản mới, Jacquou cùng các bạn cùng khổ phải xin ăn trước khi được những người tốt bụng cứu giúp, còn bản cũ, Jacquou đơn độc lang thang muốn xin việc làm nhưng những nông dân quá nghèo và vì cậu là con của người giết quản gia Nansac nên không muốn tiếp nhận vì sợ bị trả thù.
- Phim bản cũ, Jacquou sau khi chia tay Lina chỉ gặp lại cô khi trưởng thành, còn ở bản mới thì Jacquou gặp lại Lina khi ở nhà thờ của linh mục Bonal.
- Phim bản cũ, Jacquou gặp Galiote trưởng thành khi cô cùng các anh chị của mình đến nhà Lina, với thái độ coi thường nhà Lina, chứ không phải tại lễ hội. Trong phim cũ, Galiote cứu Jacquou sau khi anh bị nhốt xuống giếng (bị lũ chuột suýt "ăn thịt") và nhóm bộ hạ của Nansac định giết anh khi đưa anh ra cánh rừng. Phim bản mới Jacquou tự tìm đường hầm và trốn thoát (nhờ mưa mà nó đã nhỏ lên các thánh giá). Phim cũ, đến tìm Jacquou tại nhà bá tước khi anh bị nhốt dưới giếng chỉ có hiệp sĩ và vài người khác, chứ không có Lina như bản mới.
- Phim bản 1969, Lina tự vẫn, và sau Jacquou yêu Bertille. Phim mới Bertille chỉ xuất hiện thấp thoáng trong phim. Lina không chết.
- Phim bản mới, Galiote đến trú mưa nhà Jacquou sau khi Jacquou đã thoát khỏi giếng nhà Nansac, còn bản cũ thì xảy ra trước đó và động cơ có phần hơi khác. Phim bản cũ, Galiote đẩy cha cứu Jacquou khi hai người giao đấu trong lâu đài. Phim bản mới bỏ qua chi tiết này.
- Phim bản mới dựng thêm chi tiết Galiote chia tay Jacquou. Trong khi đó bản cũ không có đoạn này, và theo nguyên tác văn học thì Galiote chỉ đến Luân Đôn xin việc sau khi gia đình cô hoàn toàn phá sản, Nansac thành kẻ cùng khổ, và khi đó thì Jacquou đã lập gia đình và vừa có con đầu lòng với Bertille, sống tại làng L’Herm sát lâu đài của Nansac. Trong nguyên tác văn học, Jacquou hồi tưởng quá khứ thừa nhận đã yêu Galiote, và đến với La Bertille vì cô có cùng địa vị, hoàn cảnh với mình. Nhưng về sau ông đã càng ngày càng yêu vợ mình hơn. Sau họ có tới 10 người con. Jacquou sống 60 năm nữa kể từ cuộc nổi dậy, và chứng kiến nền cộng hòa thiết lập như mơ ước của ông.
- Phim bản mới nội dung ngắn gọn hơn, và ít nhân vật hơn. Một số chi tiết bản mới có quay hay kịch bản đầu có nhưng sau cắt bỏ, bao gồm một đoạn Jacquou đến ngôi mộ Bonnal một ngày sau khi ông mất, và Lina đến khoác lên vai anh chiếc áo khoác...Theo đạo diễn, "cốt truyện của tiểu thuyết mạnh mẽ nhưng cũng rất u tối, gợi số phận một người đàn ông từ ấu thơ đến cuối cuộc đời", do đó cần cắt bớt khi đưa vào phim. Một số nhân vật trong bản cũ không có nhưng thêm vào trong bản mới, trong đó có Touffu và Le Bigleux, hai đứa trẻ bụi đời (một cậu tóc xoăn - từng ăn trộm tiền của Jacquou khi cậu lên thành phố, một cậu chột) làm bạn với Jacquou và sau này cùng Jacquou chống lại Nansac, và Nam tước Vallière bạn Nansac.
- Giới tăng lữ bảo thủ hô hào đốt các cuốn sách truyền bá cho tư tưởng tự do ở bản mới được dựng khi Jacquou còn nhỏ (nhìn linh mục dòng Tên như con quỷ), còn ở bản cũ là khi Jacquou đã lớn (khi có mặt Jacquou, Cassius, La Ramée, Antoine, không có mặt hiệp sĩ và linh mục Bonnal). Đây là chi tiết không mô tả trong truyện nhưng Stellio Lorenzi (người rất hâm mộ Voltaire) đưa vào phim của mình tạo cảm hứng cho Laurent Boutonnat.
- Ở bản cũ, Jacquou thề trả thù cho cha khi cùng mẹ đến sát lâu đài của Nansac ban đêm, còn ở bản mới là tại khu núi nhìn ra dòng sông, bên kia là lâu đài Nansac.
- Phim bản cũ, cha Bonnal được miêu tả như là linh mục Công giáo, nhưng có chịu ảnh hưởng của chủ nghĩa tự do, song chống Nansac là dựa theo nền tảng đạo đức Thiên chúa giáo, còn bản mới Bonnal lại như là mục sư đạo Tin Lành, hành động chống Nansac như là người theo chủ nghĩa tự do. Hiệp sĩ Galibert bản cũ là một người Công giáo, theo chủ nghĩa tự do - song không tham gia trực tiếp vào cuộc nổi dậy (cuộc nổi dậy chỉ có nông dân), nhưng bản mới làm rõ hơn theo chủ nghĩa tự do (cấp tiến), cơ bản có một vài khác biệt nhỏ. Bản cũ Bonnal và Galibert có sự khác nhau trong thái độ, quan điểm và nhiều lần tranh cãi, bản mới không làm rõ chi tiết này, họ xuất hiện ít hơn. Cơ bản vị hiệp sĩ có tư tưởng cấp tiến hơn, còn linh mục chịu ảnh hưởng tư tưởng khoan dung của Công giáo, ôn hòa. Bá tước Nansac ở hai bản có một số sự khác biệt trong hình ảnh con người, dù đều là hình ảnh của người bảo hoàng, tầng lớp lưu vong sau Cách mạng Pháp trở lại khôi phục trật tự cũ. Bản mới đơn giản ông tự hào nguồn gốc của mình, khinh bỉ nông dân, coi nông dân như sâu bọ. Bản cũ ông ta tỏ ra như là một chính trị gia có khả năng lấy lòng người, nhưng xảo quyệt. Nó được xem như sự châm biếm của Stellio Lorenzi với chính trị gia thời De Gaulle (De Gaulle chết đúng một năm sau khi công chiếu tập 5).
- Jacquou bản cũ và mới có sự khác nhau về tính cách và nhận thức, cả thời gian còn bé và khi lớn, nhưng cơ bản khi lớn đều bị rằn vặt giữa ý định trả thù và sự tha thứ. Cơ bản bản cũ, Jacquou chịu ảnh hưởng nhiều của Bonnal, và ông hiệp sĩ - nhất là về sau, nhưng không phải là tất cả, nổi dậy theo niềm tin đạo đức Thiên chúa giáo dù chịu ảnh hưởng một chút của chủ nghĩa tự do, còn bản mới thì giống như là theo chủ nghĩa tự do nhiều hơn. Ở bản cũ, Jacquou phải đến khi đến chỗ linh mục, mới biết đọc, viết, khác bản mới. Thái độ của Jacquou với tôn giáo các thời kỳ khác nhau có khác nhau và ảnh hưởng đến hành động của anh. Điểm không thay đổi là theo đuổi sứ mệnh của mình: chiến đấu chống lại sự bất bình đẳng xã hội và bất công.
- Bản cũ, Vidal-Fontgrave được miêu tả như là một luật sư lý tưởng, thể hiện rõ quan điểm của tác giả truyện gửi gắm tin tưởng vào một luật sư có trách nhiệm và đạo đức cũng như trình độ nghề nghiệp. Bản mới luật sư chỉ xuất hiện thoáng qua.
- Bản mới, cha Jacquou được mô tả như là một cựu sĩ quan của Napoleon, một người Bonapartists. Cả Franck Moisnard và Laurent Boutonnat đều có ấn tượng với vị hoàng đế này, và từng đến Cuba, nơi có bảo tàng Napoleon. Bản cũ, cha Jacquou chỉ là một tá điền có ý "nổi loạn".
- Bản cũ, ít đối thoại nhưng "rất nhiều nước mắt". Bản mới mang màu sắc lãng mạn hơn. Cả hai bản đều có chi tiết không giống nguyên tác, nhưng bản mới nhiều chi tiết hư cấu hơn, và do tiểu thuyết dùng nhiều từ cổ, nên đạo diễn đã thay đổi thoại nhiều bảo đảm phim mang màu sắc hiện đại hơn.
- Phim bản cũ, cha Bonnal bị ép phải quy ẩn, báo cho Jacquou biết (ngay khi anh ta lớn - tập 4) nhưng vẫn lấy đạo đức Thiên chúa để răn con chiên trước khi nhường vị trí cho vị linh mục mới đến, còn bản mới ông nhận được nhiều thư của Giám mục cấp trên muốn ông thôi chức nhưng ông giấu Jacquou.
- Phim cũ, động cơ chính (bên ngoài) quản gia của Nansac bắn con chó là do Nansac không muốn tá điền ở nhờ của mình nhận tài sản bên ngoài (mà thực chất gia đình Jacquou cho người khác mượn trước đó), nhưng bản mới có phần khác, đơn giản nó ngáng đường lũ chó săn Nansac. Nguyên nhân chính Nansac muốn hại ông vẫn là do ông có ý chống lại Nansac, cả hai bản dựng giống nhau.
- Bản mới được xem là kết hợp hai con người Lina và Bertille trong Lina (do phim mới ngắn gọn đạo diễn thấy khó dành thời gian để Jacquou thay đổi tình cảm của mình đến với Bertille), trong khi bản cũ sát nguyên tác hơn. Nhưng bản mới Galiote được xây dựng khác hẳn so với bản cũ. Galiote bản cũ là cô gái quý tộc kiêu kỳ, chỉ sau khi phát hiện Jacquou là con của người mà cha cô giết cô mới thay đổi thái độ đối với anh, còn ở bản mới đơn giản hơn, sau khi Jacquou cứu Galiote thì tình cảm cô dành cho anh và sau này là tình yêu là định mệnh (hình ảnh hai con chuồn chuồn bên nhau). Song Galiote bản mới và cũ có chung số phận không được cha quý mến. Khi nhận được thái độ của Jacquou nghiêng về Bertille (bản cũ), Galiote tỏ ra thất vọng, và ném ánh mắt căm giận về anh, còn bản mới, cô "tha thứ" cho anh.
- Bản mới cũng bỏ qua chi tiết cái chết của ông nông dân La Ramée tạo ra sự thay đổi bước ngoặt trong nhận thức của Jacquou (và cả linh mục) dẫn đến cuộc nổi dậy ở Fanlac chiếm nhà thờ. Bản mới đạo diễn chủ trương không đưa chi tiết này vào vì cho nó không cần thiết với phim nhựa của ông. Màn đánh nhau giữa Jacquou với Le Garde ở bản cũ được thay bằng màn vũ hội dân gian.

## Đánh giá
Không có một đánh giá một chiều về bộ phim này. Phim mang màu sắc chính trị xã hội và tôn giáo, đánh giá chất lượng bộ phim phụ thuộc nhiều vào quan điểm chính trị. Ngoài ra còn phụ thuộc vào sự hiểu biết lịch sử Pháp trong giai đoạn quanh co đó, và đối chiếu với nguyên tác. Cả hai bản đều có nhiều lời thoại có tính ẩn dụ. Cơ bản cả hai bản phim đều được nhiều người yêu thích. Với người Pháp, nhiều người ủng hộ bản phim cũ khi nó khá sát nguyên tác hơn bản mới,...(thậm chí xem bản cũ như là kinh điển). Nhiều người thích bản mới (gây cảm hứng đạo diễn quyết định phát hành DVD trở lại bộ phim cũ của ông Giorgino từng bị xem là không khí rất tối). Tổng thể bản mới nhận được khen ngợi về mặt hình ảnh (nước phim màu hoàng thổ hay hổ phách được xem là đẹp như tranh sơn dầu) và âm nhạc,... Phim bản cũ nhạc phim ít và buồn. Nhạc hai bản đều là nhạc cổ điển mang âm hưởng dân ca (Laurent Boutonnat chỉ thích nghe nhạc cổ điển). Bản nhạc đầu phim mới được xem như "sức mạnh của dàn nhạc giao hưởng Prague". Bản nhạc chủ đề phim cũ (của Georges Delerue, phụ trách âm nhạc bộ phim, là nhà soạn nhạc nổi tiếng) mang âm hưởng dân ca Pháp trở thành bản nhạc kinh điển. Tranh cãi chủ yếu là ở kịch bản. Diễn xuất diễn viên hai bản đều được nhiều ý kiến đánh giá tốt. Trong bản mới, khá độc đáo là phim đầu tư tốn kém, nhưng lại không lạm dụng kỹ xảo, không sử dụng mô hình phóng đại hay xảo thuật vi tính, tạo ra hình ảnh chân thật, và cũng giống như phim cũ, không đậm chất bạo lực hay bi lụy, và đậm tính khoan dung. Phim cũng cố gắng quảng bá hình ảnh nông thôn và văn hóa Pháp. Hình ảnh con thuyền buồm (Galiote) cuối phim rất sâu sắc.
Tuy không quảng cáo rộng rãi, nhưng phim có ảnh hưởng đáng kể tại thị trường phim nhiều nước. Tại Trung Quốc, sau khi phim công chiếu tại đây năm 2007, tạo nên một làn sóng yêu thích bộ phim này. Tuy nhiên do người Trung Quốc hầu như không biết bản phim cũ, và hầu hết cũng không nắm được nguyên tác cũng như sự hiểu biết sâu sắc lịch sử Pháp giai đoạn này, nên cũng có đánh giá đôi khi chưa đúng. Thậm chí có khán giả nhận thức sai cho rằng phim mượn bối cảnh lịch sử để kể một câu chuyện tình tay ba được xây dựng "rất chó má" (hàm ý rất đẹp). Đài truyền hình trung ương (CCTV) cũng cho phát sóng phim này gần nhất ngày 10.6.2011, trong một bài báo trên new365.com.cn bình luận mô tả bộ phim "không chỉ đơn giản là một "tiểu thuyết thôn quê", một bản "dân ca hương quê" ngọt ngào mà có nội hàm rộng lớn và phong phú, mô tả trung thực và tinh tế phong tục xã hội và cảnh quan Pháp đầu thế kỷ XIX, một tác phẩm phim tố cáo thể chế cũ, tầng lớp quý tộc và chế độ quân chủ...". Trong khi đó, bản phim cũ qua hơn 40 năm đến nay vẫn được phát hành dưới dạng DVD ở Pháp, và bản mới cũng không thay thế được nó. Trong phim cũ, hình ảnh được quay ngay tại các địa điểm nêu trong truyện và không sử dụng các hình ảnh phim trường nên tính chân thực cao. Mặc dù phim truyền hình sản xuất từ thập niên 1960, nhưng sử dụng nghệ thuật phim điện ảnh trong một số trường đoạn rất thành công. Phong cách cổ điển của bộ phim, lấy cảm hứng từ những bức tranh của Le Nain phối với màu sáng và tối của Georges de La Tour. Nó cũng lấy cảm hứng trong các bức tranh của các anh em Dwarf (Antoine, Louis và Mathieu Dwarf) và trong phim tài liệu Farrebique về cuộc sống của người nông dân của George Rouquier năm 1946.
Bản mới đã được đón nhận tại Trung Quốc trong Liên hoan phim Pháp tại Bắc Kinh (tổ chức từ 26.4.2007), nhưng đạo diễn không thành công khi có ý định đưa phim dự Liên hoan phim Tremblant, Quebec vào giữa tháng Sáu...
Một số người tỏ ra không hài lòng khi phim mới một phần quay tại România (tổng thời gian quay phim trong bốn tháng) (trong khi bản cũ toàn bộ quay tại Dordogne), đạo diễn phải giải thích vùng Carpates có các khu rừng nguyên sinh không có dấu vết văn minh, không có các cột điện hoặc ăng-ten truyền hình...
Về tổng quan, dư luận ở Pháp có ba quan điểm: nhiều quan điểm cho là bản mới hay hơn bản cũ, có quan điểm cho bản cũ hay hơn bản mới, và cũng có quan điểm cho là cả hai bản cùng hay, mỗi bản có cái hay khác nhau. Ở Pháp một số người trung thành bản cũ không ngần ngại cho bản mới điểm 1/10, và nhiều người đã xem bản cũ đều đánh giá cao bản cũ, coi nó là mẫu mực trên phương diện truyền tải thông điệp đạo đức xã hội, với điểm đa số 8 hay 10/10. Tuy nhiên đa số người chủ yếu là giới trẻ mới chỉ xem phim mới thường cho điểm phim mới rất cao, kể cả 10/10. Ở nhiều nước khác khán giả cho điểm bộ phim mới cũng rất cao, trên một số trang web, đa phần 8/10 trở lên, hoặc 4/5, tuy nhiên hầu như rất ít người biết nguyên tác hay bản cũ, và phân tích về phim do đó không chuẩn xác. Tuy nhiên cũng có một số nhỏ khán giả cho là nó mang màu sắc "đấu tranh giai cấp" hay "bêu xấu Giáo hội" và không thích kịch bản của nó...Trang amazon, có ý kiến chó là bản cũ làm từ năm 1967 được cho là cổ vũ cho cuộc bạo động biểu tình của sinh viên và tổng đình công của công nhân tháng 5 năm 1968 ở Pháp. Các nước tư bản rất ít nước cho chiếu rạp bộ phim này.
Đáng chú ý là trong nguyên tác, Jacquou đã "bào chữa" cho hành động nổi dậy của mình là mang tính bắt buộc, và khi đó các nơi khác cũng nổi dậy như vậy, còn vào thời điểm mà ông hồi tưởng lại thì ông cho hành động đó là "không cần thiết nữa" và hi vọng "không bao giờ xảy ra nữa". Cuốn tiểu thuyết này chỉ dừng lại ở phác thảo do lý do chính trị. Eugène Le Roy được xem là nhà văn cánh tả. Hoàn cảnh tuổi thơ (cha mẹ gửi ông cho một gia đình nông dân chăm sóc) tác động đến các công trình của ông, với các chủ đề về trẻ em bị bỏ rơi giống như một số tác phẩm thời kỳ đó của George Sand, G.Bruno (Augustine Fouillée), Hector Malot; lập trường chống bất công và bất khoan dung tôn giáo; nhưng cuốn tiểu thuyết có người quy kết mang màu sắc "đấu tranh giai cấp", "nổi loạn". Theo tài liệu nhà phân tích Jodel Saint-Marc, sau khi tiểu thuyết được ra đời, Viện Hàn lâm Pháp đã có ý kiến chỉ trích và cho biết tác giả của nó không có cơ hội có mặt ở cuối Pont des Arts. Le Roy đã không thể vào Viện Hàn lâm do thiếu số phiếu. Năm 1905, ông cũng đã phải từ chối huân chương Bắc Đẩu Bội tinh. Bản phim năm 1969 sau khi ra mắt 4.10 (khi Georges Pompidou đã trúng cử tổng thống Pháp, thay chế độ De Gaulle, lấy lòng và xoa dịu cánh tả) cũng bị cấm không được công chiếu, nhiều năm nằm dưới ngăn kéo của Cục phát thanh và truyền hình Pháp (ORTF), dưới sự chỉ đạo trực tiếp của tổng thống Valéry Giscard d'Estaing cánh hữu, nhưng khi François Mitterrand, một người cánh tả (đảng Xã hội) trúng cử tổng thống năm 1981, phim ngay lập tức lại được công chiếu trở lại. Đưa phim công chiếu trở lại nằm trong cương lĩnh tranh cử của Mitterrand.
Nhìn chung truyện, phim cũ (ở Pháp) đã chịu (hay từng chịu) sự chỉ trích của các chính trị gia cánh hữu (bảo thủ, Thiên Chúa giáo cánh hữu - bảo thủ), nhưng nhận được sự ủng hộ của những người cánh tả (xã hội, cộng sản)... Có cây bút tư sản đã trích dẫn Người nông dân nổi dậy với Spartacus, Thomas Müntzer (lãnh tụ cuộc khởi nghĩa nông dân Đức thế kỷ XVI -được đưa vào sách The Peasant War in Germany của Engels) để liên hệ với phong trào cộng sản. Stellio Lorenzi từng làm các bộ phim mang màu sắc hiện thực phê phán, hay nhân đạo lãng mạn, ban đầu làm một số phim phê phán "lối sống tư sản", rồi phim chuyển thể từ một số tác phẩm văn học, bao gồm của Stefan Zweig, Emmanuel Roblès, các nhà văn Nga như Fyodor Dostoyevsky, Alexander Pushkin, rồi sau là Anton Pavlovich Chekhov (và dựng phim chuyển thể tác phẩm của Emile Zola cũng như cuộc đời ông), được sự ủng hộ của các thành viên Đảng Cộng sản Pháp. Chủ trương của ông xây dựng phim về lịch sử quốc gia dựa trên hình ảnh các công dân đạo đức tốt. Một bộ phim của ông chống lại sự cuồng tín tôn giáo và bất công xã hội đã phải dừng lại năm 1966 do lo ngại áp lực chính trị. Bản thân Laurent Boutonnat cũng "bị" xem là người cánh tả, và cho ông có ấn tượng với Cách mạng Tháng Mười ở Nga, với những gì mà ông đã làm trước đó, bao gồm tham gia làm một đoạn phim ca nhạc liên quan chủ đề này năm 1987 với sự tham gia của Mylène Farmer (sau là vợ ông), và thực hiện một clip bài hát về Che Guevara dựa theo tác phẩm của Carlos Puebla, hay một đoạn phim về tù nhân - công nhân nổi dậy. Có chi tiết khá thú vị là ngày Jacquou tấn công lâu đài Nansac (14.6) cũng là ngày sinh của Boutonnat. Đối với nhiều người khác, chỉ xem nó phản ánh một sự thật lịch sử, mang màu sắc hiện thực phê phán (có người ví Le Roy là Balzac của Périgord), chủ nghĩa nhân đạo hay lãng mạn tích cực và không nên chính trị hóa vấn đề. Có bài báo Mỹ viết mang màu sắc Dickensian. Phim mới đến ngày 17 tháng 5 năm 2012 mới được chiếu trên một số kênh truyền hình Pháp, trong đó "France 2", sau khi cánh tả thắng cử.
Tổng thể bộ phim phản ánh một sự thật lịch sử nước Pháp, không chỉ là cuộc đấu tranh giữa nông dân tá điền với quý tộc địa chủ mà còn là cuộc đấu tranh không khoan nhượng khi đó của hai lập trường chính trị chủ nghĩa tự do (cấp tiến) với chủ nghĩa bảo thủ (mang màu sắc cực đoan khi đó ở Pháp) mà Nansac là đại diện, và sự phân hóa trong tầng lớp tăng lữ (mà bản cũ làm rất rõ chi tiết này)- khi đó chưa có hệ tư tưởng dân chủ Thiên Chúa giáo như sau này. Phim bản 1969 cũng đã khắc họa khá sâu thủ tục các phiên tòa trong chế độ quân chủ - tư sản đương thời, mà các thủ tục xét xử bao gồm sự chỉ định luật sư có tính bắt buộc (không nhất thiết phải án cao nhất), chỗ ngồi của luật sư và bị cáo, vai trò của bồi thẩm đoàn "đại diện cho nhân dân" phán quyết bị cáo có hay không có tội, thủ tục lấy lời khai những người làm chứng tại tòa... Phim cũ cũng rất thành công trong mô tả khắc họa những mẫu người trong xã hội, trong đó có luật sư Fontgrave qua ông chủ nhà trọ nơi mẹ con Jacquou đến ở để coi phiên xử Martin, đã không lấy tiền trọ mẹ con Jacquou mà còn cho thêm nhiều tiền để về quê, chi tiết này mang đậm dấu ấn của chủ nghĩa nhân đạo lãng mạn.
Hai bộ phim tuy tình tiết khác nhau, nhưng tư tưởng của nó hầu như không thay đổi, mà trước hết là tình cảm dành cho những người nghèo khổ (đặc biệt thể hiện rõ nét ở bản cũ). Song phim không phải tuyên truyền cho cách mạng vô sản hay cái gì đó tương tự!
Vào thời điểm Le Roy viết tiểu thuyết thì lập trường của những người tự do và bảo thủ ở Pháp đã không quá khác biệt, nhưng họ lo ngại từ phong trào cánh tả cấp tiến của những người xã hội cấp tiến, hay theo Marx. Le Roy từ 1851 khi Louis-Napoléon Bonaparte tiến hành đảo chính, trở thành một người cộng hòa và tự do (và ông có tham gia với phong trào xã hội chủ nghĩa; nhưng sau tham gia nghiên cứu phê bình Kitô giáo - và "bị" xem là "cực đoan",... bản thảo nghiên cứu tới năm 2007 mới xuất bản ở Périgueux...), nhưng cuốn sách này dễ bị cho là có tính cấp tiến hơn thế..., nhất là trong hoàn cảnh lịch sử đó. Trước khi ông mất hai năm, Giáo hội đã tách khỏi Nhà nước. Những năm 1930 khi cánh tả nắm quyền, đã lấy cảm hứng từ cuốn sách của ông thực hiện cải cách ở nông thôn, theo mô hình của Proudhon. Vào thập niên 1960, bản phim truyền hình ra mắt trong bối cảnh Chiến tranh lạnh, nhưng đời sống nông dân đang cần cải thiện. Còn khi bản phim mới ra đời là thời điểm cánh hữu bảo thủ nắm quyền tại Pháp (nhưng những người bảo thủ tại Pháp hiện không giống với những người bảo thủ đầu thế kỷ XIX - khác khá nhiều bao gồm cả tư tưởng).
Tại Pháp, do ảnh hưởng của bộ phim, Jacquou được đặt tên cho một loại bánh. Nhưng do giới trẻ khá ít người biết bản cũ, lâu ít được phát sóng, nên không ít người khi phim mới công chiếu mới biết Jacquou không phải là một loại bánh và là một nhân vật. Các địa danh mô tả trong truyện bao gồm lâu đài Herm, các địa danh quan trọng khác (mà bản 1969 đưa vào phim) như nhà gia đình Jacquou, Lina, nơi mẹ Jacquou mất, nhà Bonnal...đều được bảo tồn và là địa điểm du lịch. Ở Việt Nam, do bản phim cũ được nhiều người lớn tuổi có ấn tượng, nên không ít cha mẹ đặt tên "Jacquou" là tên thứ hai cho con cái của mình, cũng như một số nhân vật khác các phim chiếu thập niên 1980.